# ECMAScript
ECMAScript is een scripttaal gedefinieerd door Ecma International (voorheen ECMA). ECMAScript wordt zeer veel gebruikt, met name in de implementaties van ActionScript, JavaScript en JScript. 

## Geschiedenis
De basis voor ECMAScript was JavaScript, een scripttaal die werd ontwikkeld door Netscape. Microsoft maakte hier voor Internet Explorer een variant op, JScript. Netscape wilde JavaScript graag laten standaardiseren en richtte zich tot ECMA toen het World Wide Web Consortium (W3C) dit niet wilde doen. De naam JavaScript kon niet worden gebruikt omdat deze merknaam eigendom was van Sun Microsystems en omdat Netscape en Microsoft beide het nut inzagen voor een uniforme standaard voor client-side-scripting in webbrowsers. De naam ECMAScript was in eerste instantie een werktitel.